# HNK Daruvar
HNK Daruvar je nogometni klub iz Daruvara. U sezoni 2020./21. se natječe u 4. NL Bjelovar – Koprivnica – Virovitica.

## Igralište
Utakmice je prvo igrao igralištu sjeverno od gradskoga parka. Novi domaći teren bilo je igralište koje je bilo uz današnju Zrinsku ulicu. Od 1972. utakmice igra na stadionu opremljenog pratećim objektima te tribinama za nekoliko tisuća gledatelja.

## Povijest
Prvi iz sljednika je osnovan 1929. godine. Nogometni klub Slaven osnovan je 1946. godine. Dvije je godine djelovao pod tim imenom. Uslijedilo je spajanje s Metalcem čime nastaje klub Radnik. 1953. godine klub je promijenio ime u Daruvar. 1968. ušao je u završnu fazu Jugokupa, a ispao je u krugu od 32 moimčadi. 1997. dobio je i sponzorsko ime na dvije godine (Gradolit) uz ime Daruvara što je trajalo do 1999. godine. Sponzorstvo se podudara s najvećim uspjehom u ligaškom nogometu, kad se natjecao u 2. HNL, od 1996. do 1999. godine. Također je 1998. osvojio županijski kup.
Klupski dužnosnik bio je Nikola Prević, športski djelatnik grada Daruvara 2000. godine i dobitnik priznanja Hrvatskoga nogometnog saveza 2001. godine na prijedlog Nogometnog saveza Bjelovarsko-bilogorske županije. Prević je igrao u Daruvarovim juniorima od 1966., od 1977. godine bio član UO, a 1979. tajnik kluba sve do danas.
Za Daruvar je igrao poznati nagrađivani hrvatski nogometni sudac Bruno Marić.